# Liste der Monuments historiques in Labarthe-Rivière
Die Liste der Monuments historiques in Labarthe-Rivière führt die Monuments historiques in der französischen Gemeinde Labarthe-Rivière auf.

## Liste der Bauwerke
| Bezeichnung             | Beschreibung | Standort | Kennzeichnung | Schutzstatus | Datum | Bild |
| ----------------------- | ------------ | -------- | ------------- | ------------ | ----- | ---- |
| Gallo-römisches Bauwerk |              | (Lage)   | PA00094357    | Classé       | 1905  |      |